# Zschockau (Neuensalz)
Zschockau ist ein zum Ortsteil Mechelgrün der Gemeinde Neuensalz im Vogtlandkreis (Freistaat Sachsen) gehöriger Ort. Er wurde am 1. Oktober 1934 nach Mechelgrün eingemeindet, mit dem der Ort am 1. Januar 1996 zur Gemeinde Neuensalz kam.

## Geografie

### Lage und Verkehr
Zschockau liegt südöstlich von Neuensalz im Zentrum des Naturraumes Vogtland (Mittelvogtländisches Kuppenland) im sächsischen Teil des historischen Vogtlands. Der Ort geht im Westen nahtlos in Mechelgrün über. Der höchste Punkt von Zschockau ist der 541 m hohe Harzberg, bei dem sich die Siedlung Harzberg befindet. Diese gehört anteilig auch zum Falkensteiner Ortsteil Trieb/Vogtl. Der Zschockaubach entspringt in Zschockau und fließt, inzwischen vereinigt mit dem Jahnsgrüner Bach, in der Ortsmitte von Mechelgrün unterhalb des Sportplatzes in den aus Theumaer Flur kommenden Rabenbach. Dieser geht in Neuensalzer Flur über und fließt letztlich in die Vorsperre Neuensalz der Talsperre Pöhl.
Der Ort Zschockau wird im Süden von der Bundesstraße 169 tangiert. Die Autobahnanschlussstelle Plauen-Ost der Bundesautobahn 72 ist über die B 169/B 173 in weniger als fünf Minuten Fahrzeit zu erreichen.
Der Ort ist über die PlusBus-Linie 70 des Verkehrsverbunds Vogtland im Stundentakt mit Plauen, Rodewisch und Auerbach verbunden.

### Nachbarorte
|            | Zobes                                       | Schönau mit Siebenhitz                           |
| Mechelgrün | Kompassrose, die auf Nachbargemeinden zeigt | Trieb/Vogtl. mit dem Trieber Anteil von Harzberg |
|            | Bergen mit Jahnsgrün                        |                                                  |

## Geschichte

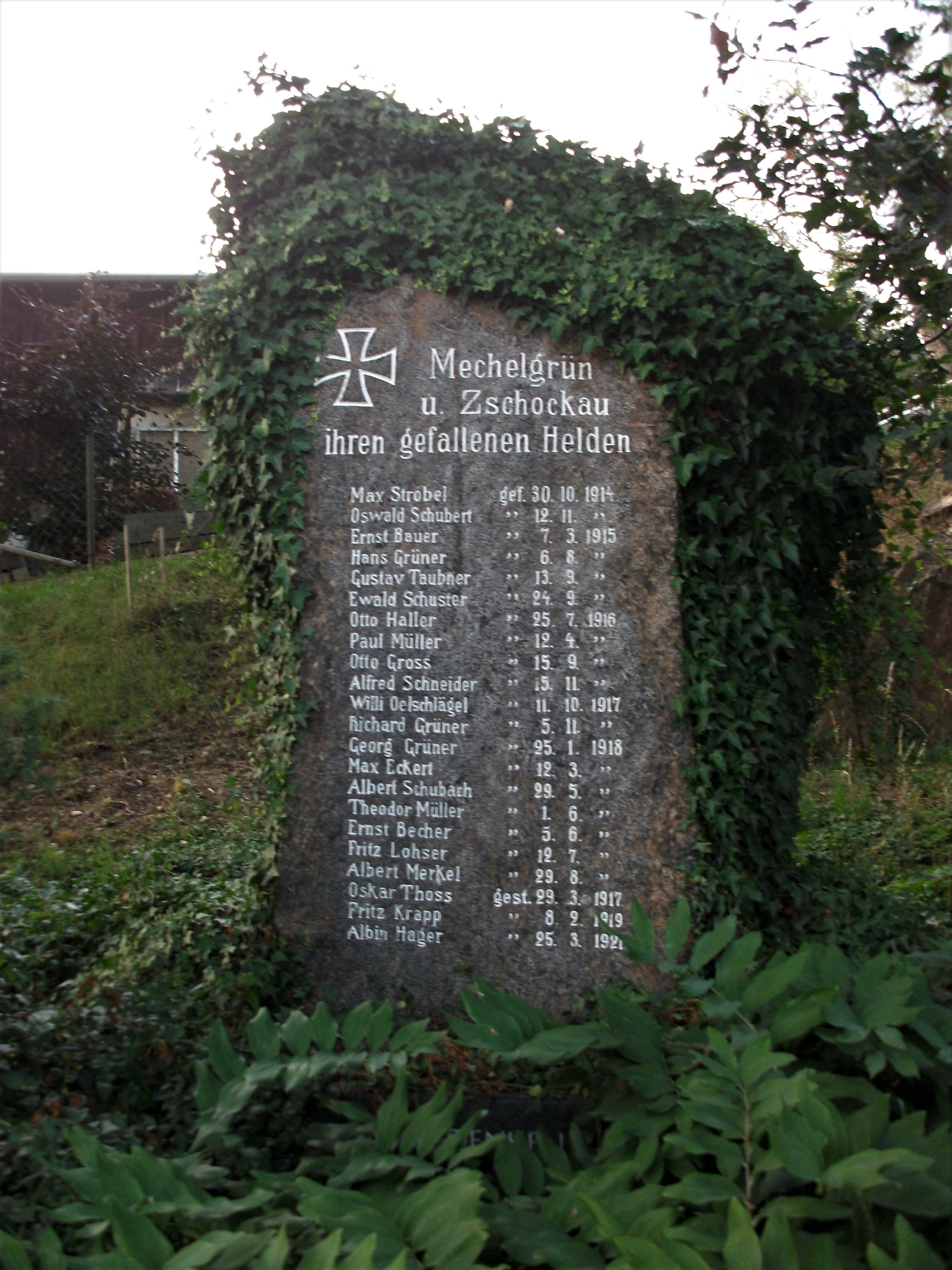
Gefallenendenkmal Mechelgrün und Zschockau (1. Weltkrieg)

Zschockau wurde im Jahr 1267 als „Schacowe“ erwähnt. Im 15. Jahrhundert lag der Ort wüst, erst 1493 wurde der wieder besiedelte Ort als „Schacka“ genannt. Die Grundherrschaft über Zschockau übte bis ins 19. Jahrhundert das Rittergut Mechelgrün obern und untern Teils aus. Seit 1791 wurde am Harzberg ein Einzelgut erwähnt, das ursprünglich zu Mechelgrün gehörte. Im 19. Jahrhundert entwickelte sich eine Streusiedlung, die anteilig auf den Fluren der Orte Zschockau und Trieb/Vogtl. lag. Zschockau lag bis 1856 im kursächsischen bzw. königlich-sächsischen Amt Plauen. 1856 wurde der Ort dem Gerichtsamt Plauen und 1875 der Amtshauptmannschaft Plauen angegliedert.
Am 1. Oktober 1934 wurde Zschockau in die Gemeinde Mechelgrün eingegliedert. Durch die zweite Kreisreform in der DDR kam Zschockau als Ortsteil der Gemeinde Mechelgrün im Jahr 1952 zum Kreis Plauen-Land im Bezirk Chemnitz (1953 in Bezirk Karl-Marx-Stadt umbenannt), der ab 1990 als sächsischer „Landkreis Plauen“ fortgeführt wurde und 1996 im Vogtlandkreis aufging. Seit der Eingemeindung der Gemeinde Mechelgrün nach Neuensalz am 1. Januar 1996 gehört Zschockau zum Neuensalzer Ortsteil Mechelgrün.